# Qiantang Jiang
Qiantang Jiang (chiń. upr. 钱塘江; chiń. trad. 錢塘江; pinyin Qiántáng Jiāng); w górnym biegu nosi nazwę Xin’an Jiang (chiń. 新安江; pinyin Xīn’ān Jiāng) – rzeka w południowo-wschodnich Chinach. Jej długość wynosi 688 km, dorzecze zajmuje powierzchnię ok. 55 600 km². 
Źródła znajdują się w powiecie Xiuning w prowincji Anhui. Rzeka przepływa m.in. przez Huangshan, Jiande i Hangzhou; uchodzi do zatoki Hangzhou Morza Wschodniochinskiego tworząc estuarium. Na rzece znajduje się sztuczne jezioro Qiandao Hu.